# Cappella (Scorzè)
Cappella is een plaats (frazione) in de Italiaanse gemeente Scorzè.